# Montres Valgine
Montres Valgine (o Guenat S.A. Montres Valgine) es una manufactura suiza dedicada a la relojería y a la joyería de lujo, creada en 1900 por Ali Guenat en Les Breuleux, en la región del Jura. Desde 2001, la empresa es responsable del diseño y la fabricación de relojes para el grupo Richard Mille, del que se convirtió en filial en 2013.

## Historia
La historia y la evolución de Montres Valgine están ligadas a la familia Guenat desde hace cuatro generaciones.
Ali Guenat fue un relojero que trabajaba para las principales marcas de relojes suizos. En 1900, adquirió un comercio de relojería en Franches-Montagnes, al que llamó Ali Guenat - Montres Valgine. Instalada por primera vez en una antigua granja en Breuleux, la empresa se trasladó a unas nuevas instalaciones en 1950. Este edificio histórico fue renovado en 1972 y ampliado en 2007
Hasta la Primera Guerra Mundial la producción era artesanal, compuesta principalmente por relojes de bolsillo, con o sin tapa, en níquel o plata. A partir de los años 1920, aparecieron los relojes de pulsera, incorporados por Ali Guenat a la gama de productos de su firma. A este período le siguió la Gran Depresión iniciada en 1930, que sería un período de crisis para la industria relojera suiza. Fue en esta época cuando Ali Guenat optó por especializarse en la producción de pequeños movimientos para marcas de prestigio.
Durante el período de entreguerras sus tres hijos se incorporaron al negocio. Así, en 1935, su hija Renée, especializada en el ajuste de los relojes de la marca Breguet, se incorporó a la empresa y se hizo cargo de la dirección de la producción. Dejó la empresa en 1982. En 1937, su hijo Alphonse, un relojero cualificado, se convirtió en director técnico de la empresa hasta su jubilación en 1986. En 1945, su hijo menor, Roger, asumió la dirección comercial y se hizo cargo de ella hasta 1986 (dejaría la empresa en 1992).

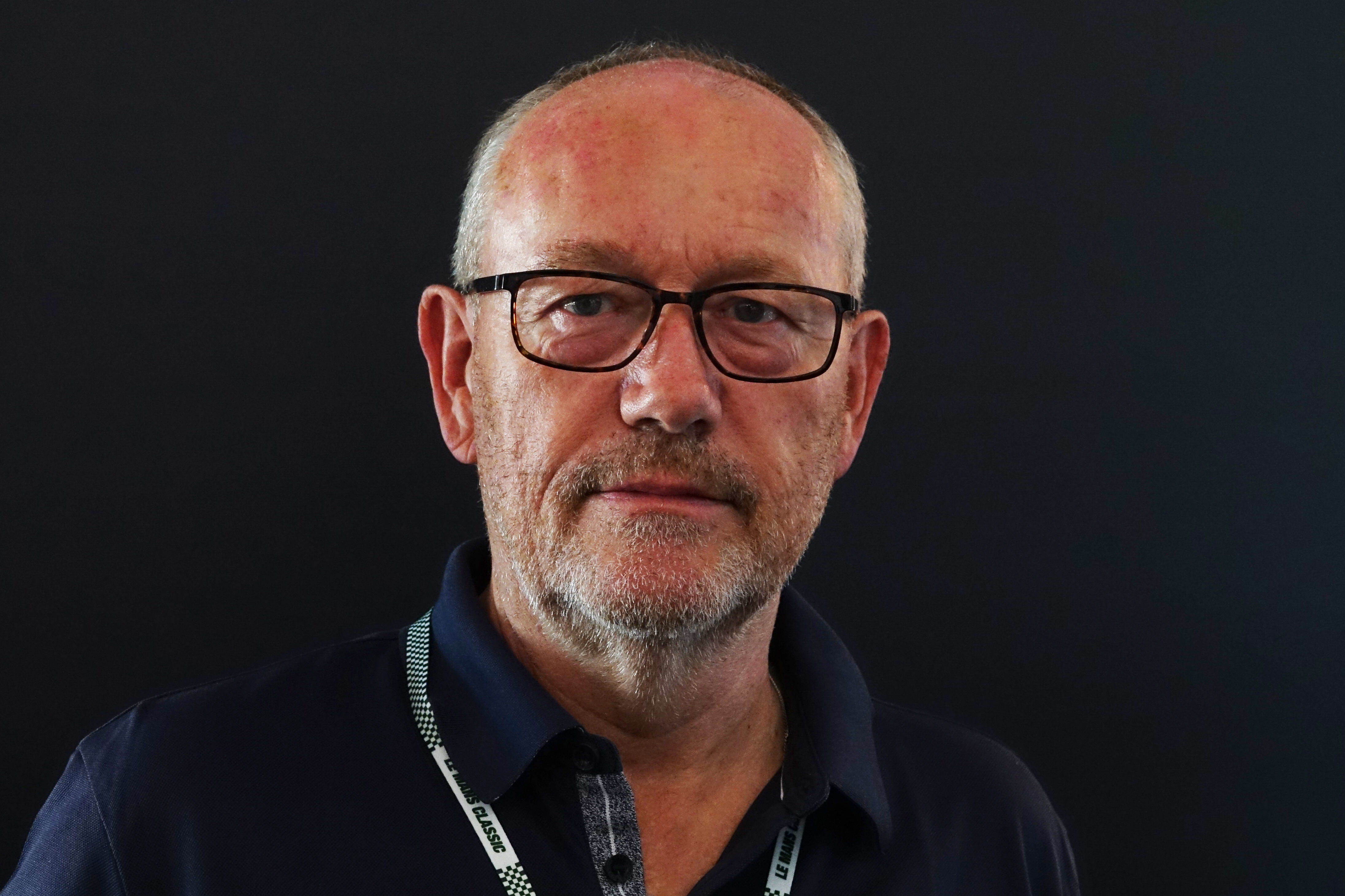
Dominique Guenat

En  5 de abril de 1951, Ali Guenat y sus hijos Alphonse y Roger formaron una empresa y se hicieron cargo de los activos y pasivos de la compañía, a la que rebautizaron como Les Fils d'Ali Guenat - Montres Valgine.
En 1986, Dominique Guenat, miembro de la tercera generación de la familia, se incorporó a la empresa.. Era nieto de Ali Guenat e hijo de Roger Guenat, nacido en 1952 en Le Noirmont (Suiza). Dirigió Montres Valgine con Jean Bourquard, que había trabajado en la empresa desde 1976.
En 1991, Dominique Guenat asumió la dirección en solitario. Basándose en la reputación de la firma, se dedicó a la alta relojería. La marca de relojes Valgine se abandonó, y la manufactura pasó a producir sus propios movimientos y complicaciones principalmente utilizando marcas privadas.¡
Tras el continuo crecimiento de la fábrica, la dirección inició el estudio de un proyecto para ampliar las instalaciones en 2005. La elección del nuevo edificio fue una construcción moderna de 3000 m2, rompiendo con la arquitectura del edificio histórico de 1950. El edificio, inaugurado a finales de 2007, fue la primera instalación industrial del Jura que obtuvo la etiqueta Minergie..

### Richard Mille

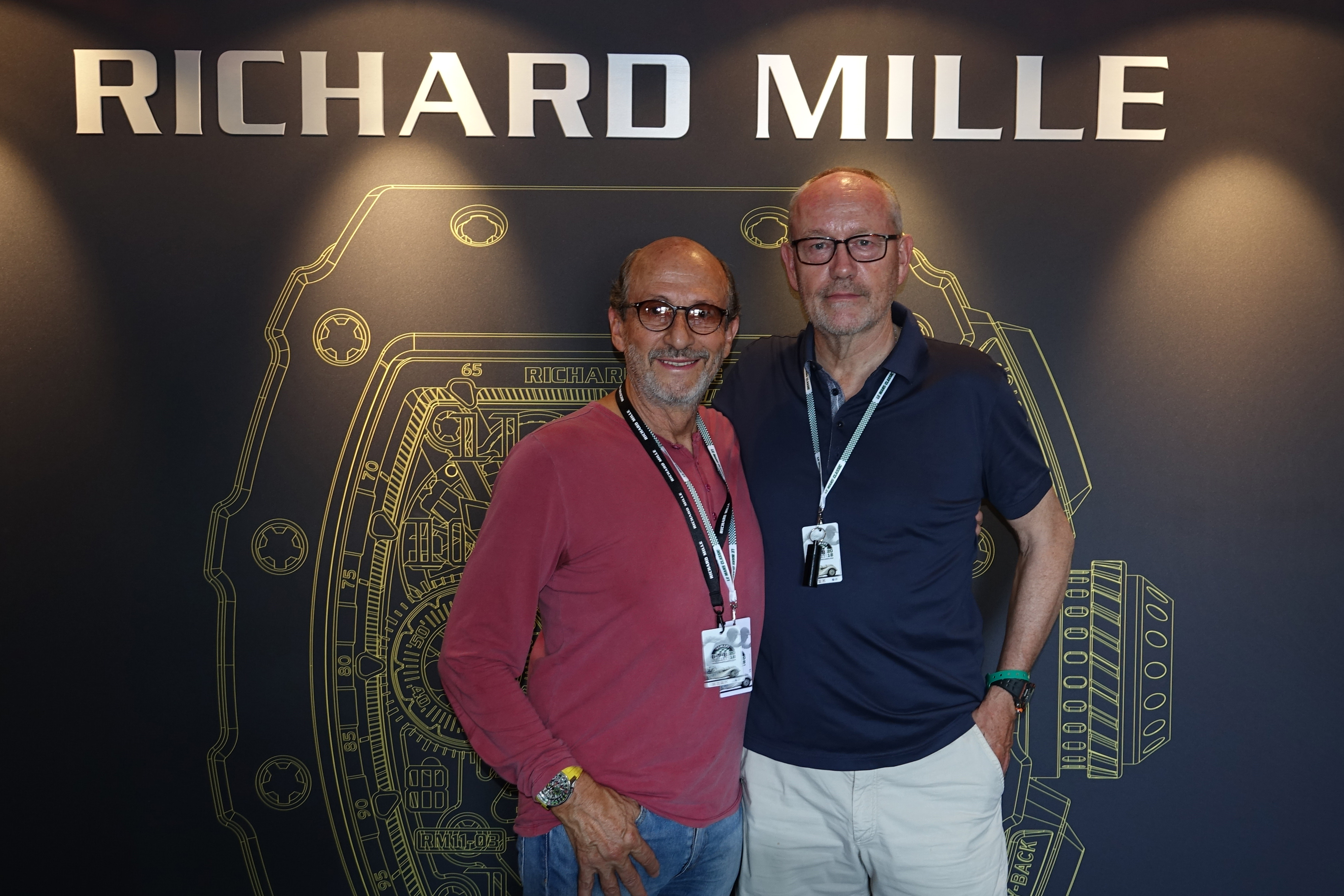
Richard Mille y Dominique Guenat, fundadores de la marca Richard Mille

En 1999, Dominique Guenat unió fuerzas con la empresa industrial de Richard Mille para lanzar su proyecto de una nueva marca relojera. Los dos hombres se conocieron en 1988, cuando Richard Mille trabajaba para la Compagnie Générale Horlogère (CGH) en Besanzón, con quien Montres Valgine participó por entonces en la creación de relojes de pulsera para Mauboussin, donde fue Gerente General de la división de joyería. Aunque inicialmente fuera estrictamente profesional, la relación entre los dos hombres desembocó rápidamente en una amistad, unida a una pasión común por los automóviles, la aeronáutica y la mecánica. En 2001 fundaron la empresa Horométrie S.A. la sociedad operadora de la marca de relojes Richard Mille, de la que el empresario del mismo nombre fue nombrado presidente. Desde entonces, Montres Valgines gestiona el desarrollo, diseño y montaje de movimientos de relojes bajo esta marca.
En la exposición Internacional de Alta Relojería (SIHH) de 2012, Richard Mille presentó el RM 037 equipado con el nuevo calibre automático CRMA1, el primer movimiento fabricado internamente, que requirió 2500 horas de desarrollo por parte de los ingenieros de Guenat SA Montres Valgines.
Tras la venta del proveedor de cajas Donzé-Baume al grupo de lujo suizo Richemont en 2007, el fabricante de relojes empezó a invertir en el mecanizado de sus propias cajas y de algunos de los componentes de sus relojes. Así, en 2013, Guenat SA - Montres Valgine y Horométrie SA compraron el 90% de las acciones de “Prototypes Artisanales SA” situada en Saignelégier junto a Breuleux, conservando el fundador Alain Varrin el 10%. El grupo decidió construir un edificio de 3000 m2, en la zona industrial de Breuleux, para albergar su nueva sociedad. La empresa fundada por Marco Poluzzi se convirtió en “ProArt”, y pasó a actuar como subcontratista exclusivo de la marca para la producción de cajas y prototipos. Esta adquisición estratégica permitió a Guenat SA - Montres Valgine volverse más independiente y responder mejor a sus necesidades en términos de capacidad de respuesta y productividad de la marca de su grupo, Richard Mille.
En 2014, Guenat S.A - Montres Valgine compró VMDH (Vital Morel Décalque Horlogère), un proveedor histórico afincado en La Chaux-de-Fonds y especializado en decoración de relojes, que produce todas las esferas y el realce de la marca, así como algunas agujas, y gestiona la aplicación de los pigmentos fosforescentes.
A finales de 2017 comenzaron los trabajos de ampliación de las instalaciones de ProArt, con la construcción de un segundo edificio para albergar las oficinas de investigación y desarrollo, un laboratorio de pruebas y nuevos talleres de mecanizado.